# 京阪5000系電車
京阪5000系電車（けいはん5000けいでんしゃ）は、1970年（昭和45年）12月26日に登場した京阪電気鉄道（京阪）の通勤形電車。日本で初めて登場した片側面に5扉を備える多扉車であり、同時に日本で最後まで残存していた多扉車でもあった。
1970年から1980年（昭和55年）にかけて、7両編成7本（49両）と事故廃車の代替新造分1両の計50両が製造された。

## 開発経緯
本系列設計当時の京阪は、大阪・京都両市内における路面電車との平面交差の関係上、京阪線の架線電圧が開業以来の600Vのままとされていた。このため、変電所数やき電線の電流量上限などの制約もあって、電圧降下、漏洩電流増大、それに事故電流識別などの観点から1列車の編成両数が最大7両に抑えられており、8両編成化は不可能な状況にあった。

また、当時の京阪線の複々線区間は天満橋 - 守口市間のみで、守口市以北の宅地化が急速に進行し沿線人口が急増していたにもかかわらず混雑解消のための施設改良は遅々として進んでいなかったために、京阪線の混雑率は最大190%にも達しており、守口市以北の複線区間では、特に最混雑時間帯における各駅での乗降時間増大により、後続の優等列車に遅延が波及する状況が常態化していた。これに対処すべく、1969年より製造が開始された2400系では扉付近の立席スペースが2200系よりも拡大されていたが、これは乗降の円滑化には多少なりとも寄与するものの問題の解決には程遠く、抜本的な解決策が必要とされた。

こうした状況下で、将来的な京阪線の架線電圧の1500Vへの昇圧方針が1969年（昭和44年）4月に決定され、高架複々線区間の寝屋川信号場までの延伸工事も1971年（昭和46年）11月28日に着工されるなど、京阪線の施設改良が本格化した。しかし、前者は8両編成化を可能とし車両出力のアップによる速度向上を期待できたものの、その反面在籍全車の昇圧改造ないしは1500V対応の新造車による代替、それに変電施設などの改修を要し、巨額の費用と10年以上の準備期間が必要であった。また、後者についても沿線の宅地化進展で工事用地の確保・買収が困難化しており、こちらも工事完了までに少なくとも7年を要し、むしろ工事に伴う諸作業が営業運転に及ぼす影響が問題となるような状況にあった。つまり、いずれの対策も効果を発揮するようになるまでには10年前後の時間的な猶予を必要としたが、それゆえ当時京阪が直面していた危機的状況の即効薬には成り得ない状況にあった。
かくして、後続列車に遅延が波及しやすい区間急行・普通列車の乗降時間を短縮し、かつ最大7両編成という制約の中でさらなる輸送力の確保を可能とすべく、全車が5扉を備える本系列が開発・新造された。
ただし本系列は昇降式座席をはじめ各部に特殊構造を採用し、またそれらによる重量増を相殺する必要があって当時は高価だったアルミニウム合金製車体としたため、2400系などの既存鋼製一般車と比して製造コストが大きかった。それゆえ製造両数は最小限とすることが求められ、当時建設中の複々線区間完成までの対応策として、最混雑時間帯に運行される遅延の多い普通列車の混雑緩和・乗降時間短縮による定時性確保を主目的とした7編成49両が新造されるに留まった。

## 車体

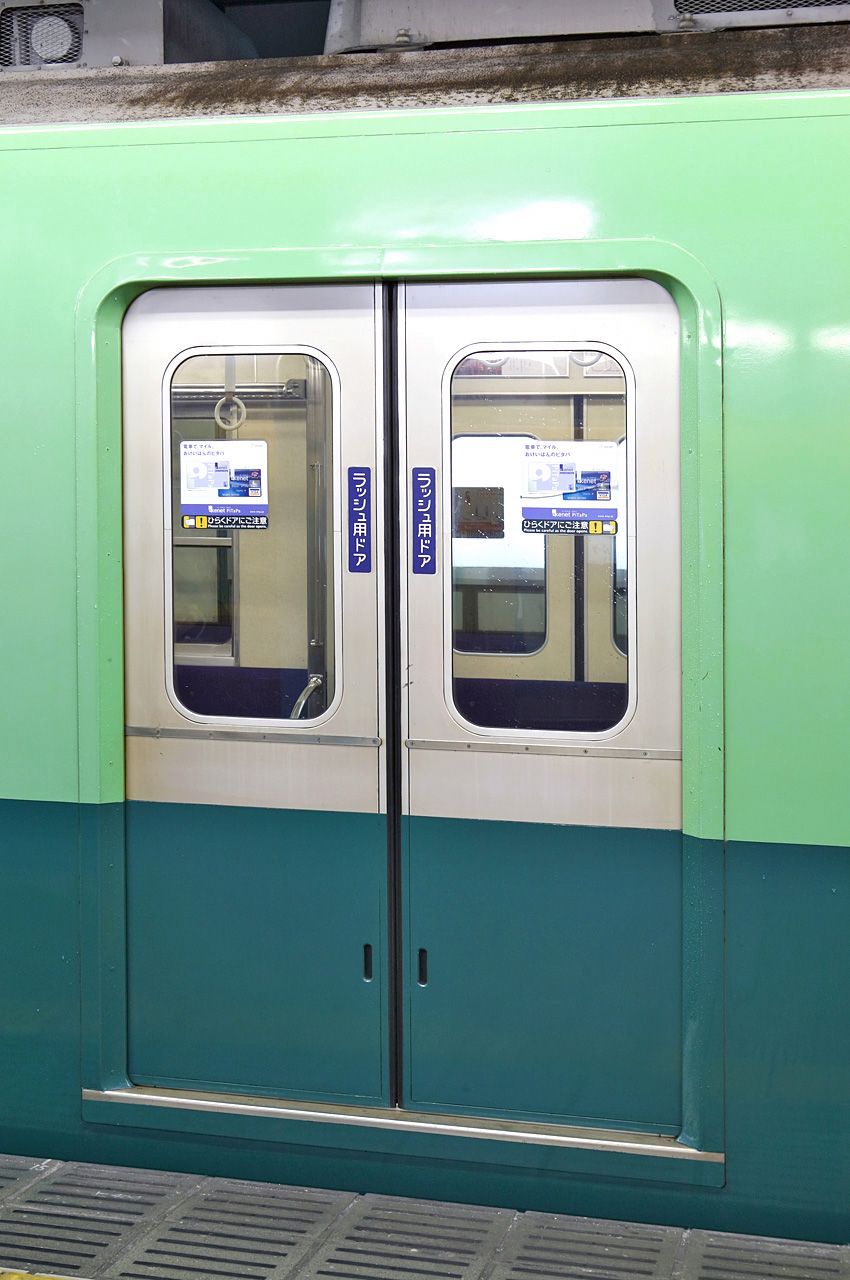
ラッシュ用ドア

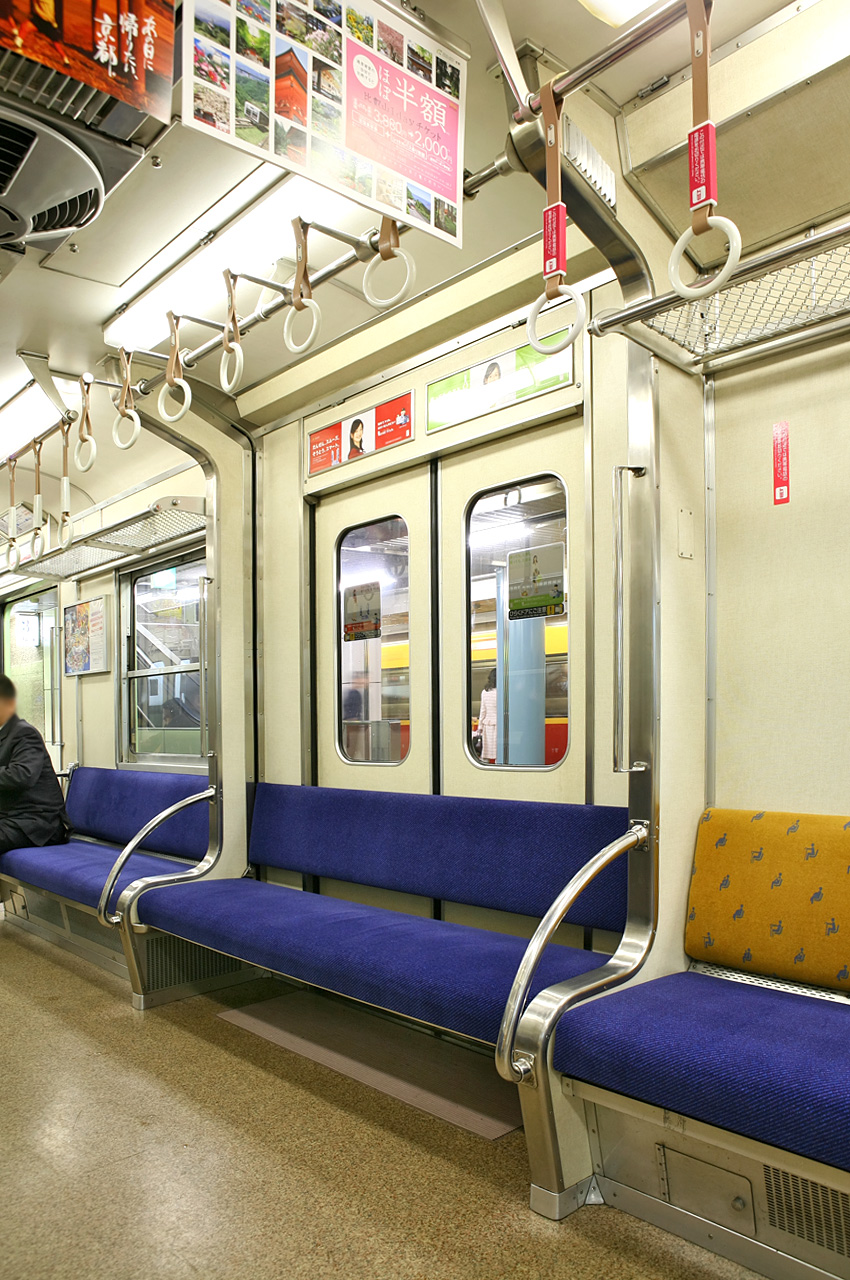
ラッシュ用ドア室内側
補助椅子、昇降用ガイド、京阪式跳ね上げつり手の様子

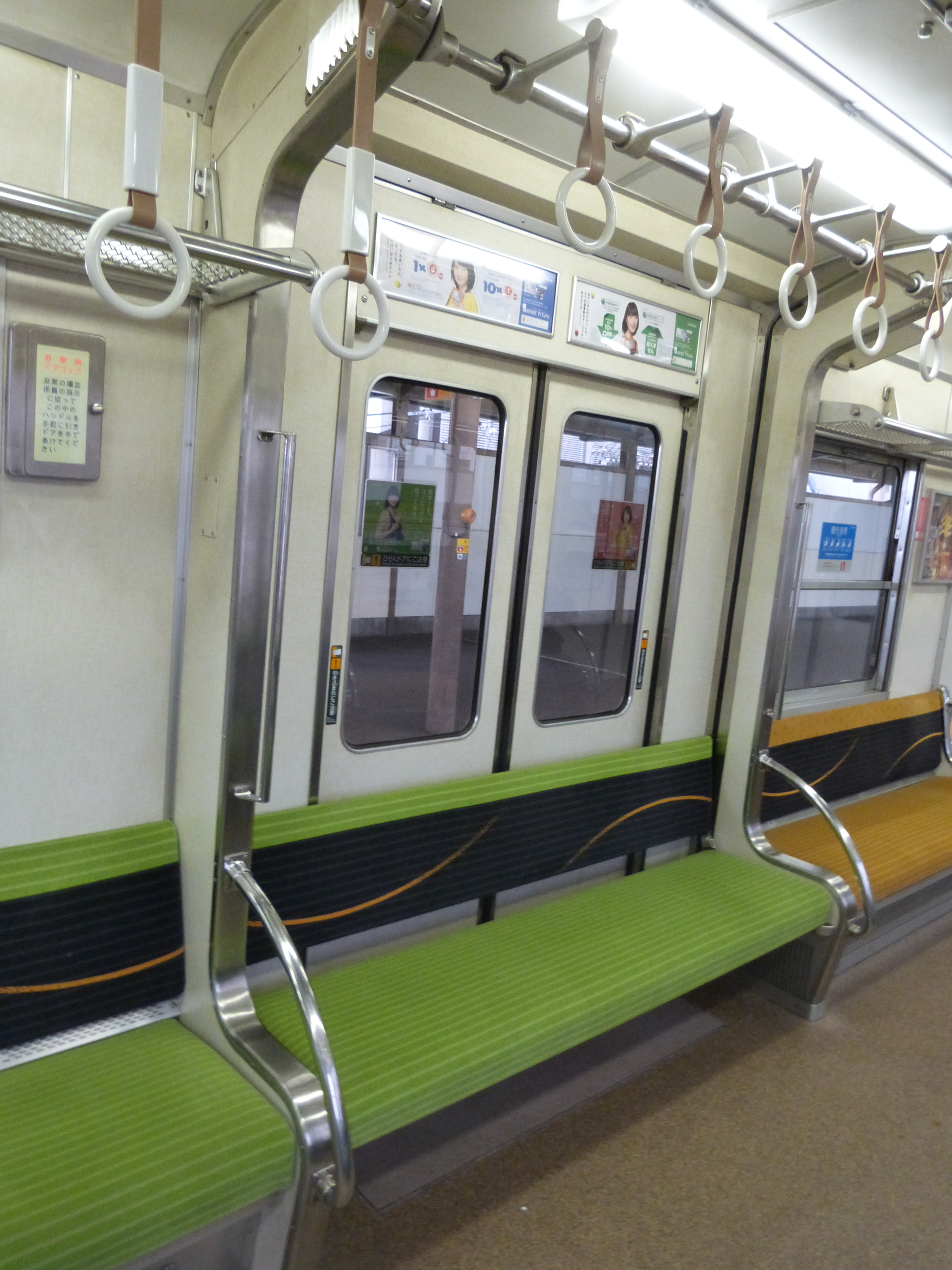
ラッシュ用ドア室内側
モケット交換後

本系列は、日本の鉄道車両で初めてとなる片側面に両開き5扉を備える多扉通勤車であり、日本で唯一座席昇降機構（後述）を備え、うち2扉を締め切ることで、3扉車としても運用できる構造となっている。座席はロングシートを採用した。
構体には、機構の複雑化や乗車定員の増大に伴う自重過大を抑止すべく、京阪の車両としては初となるアルミ合金が採用された。当時、アルミ合金製軽量車体は国鉄301系電車などごく限られた車両に採用され始めたばかりで、イニシャルコストが非常に大きかったとされる。しかし、その採用による自重軽減の効果は絶大であり、5扉特殊構造車体でありながら、在来車と比較して1両あたり約3 - 4t程度の軽量化を実現している。なお、京阪では6000系以降、京阪線向けに投入される全車両にアルミ合金を採用している。
車体断面形状は、2000系以降の2000番台通勤車群が普通鋼を用いて軽量化を実現するために準張殻構造を採用し、卵形に近い断面としていたのに対し、アルミ押し出し型材を組み合わせて断面を構成する本系列では極力単純な形状とすることが求められた。このため、絞りのない側板に切妻に近い前面を組み合わせた比較的角張った印象の外観となっている。車体塗装は、京阪通勤車標準の若草色と青緑色のツートンカラーが踏襲された。
車両正面は、第2編成まで4両編成と3両編成に分割可能な構成としたこともあり、中央に貫通扉を備えるシンプルな3枚窓構成とされ、アクセントとして屋根板の一部をひさし状の造形としている。また、前照灯は2400系で初めて採用された小型のシールドビームが左右の窓上に各1灯ずつ取り付けられている。
窓配置は、運転台付きの車両が▲○窓●窓○窓●窓○、中間車が窓○窓●窓○窓●窓○（▲：乗務員扉、○：乗降扉、●：ラッシュ用乗降扉）となっている。乗降扉はいずれも在来車より100mm狭い1,200mm幅の両開き扉で、戸袋窓は省略されており、側窓は2段上昇式である。なお、中間車は前後で非対称の側窓配置であるが、全車とも客用窓が端に設けられた側が京都寄りとなるように連結されている。
本系列の大きな特徴として、「編成すべての車両が多扉車」であることに加えて、平日朝ラッシュ時以外は着席定員確保のために側面2・4枚目の扉を締切扱いとし、扉上部に収納された座席を降ろしてセットし、通常の3扉車と同等以上の着席サービスを確保する機能（座席昇降機構）が備わっていることが挙げられる。識別のため、本系列の側面2・4枚目の乗降扉には「ラッシュ用ドア」のプレートが取り付けられているほか、扉上部が無塗装となっており、一目で判別可能となっている。
この座席昇降機構については京阪と川崎重工業の両社が特許権を取得したが、収納状態で営業運転中に座席が降下すると大変な事故となる恐れがあったため、その動作は停車中、しかも側扉が閉鎖され、かつ両端の運転台から同時に昇降指令を行って初めて機能するよう設計されており、さらにその動作中には警告用ブザーが鳴動する。この装置は前代未聞の機構であったため、本系列の製造開始前に川崎重工業で実物大の試作モデルを製造、約3か月にわたって1万回にも及ぶ厳しい耐久試験を実施し、安全性を確認したうえで採用に踏み切っている。
なお、座席昇降は原則として車庫内や折返線で行われたが、朝ラッシュ終了後の終着駅停車中（折り返し作業中）に3扉への切り替えを行う場合は、一旦全ての扉を締め切って座席を降ろした後、乗車ホームとは反対側の扉を数回開閉することで、ラッシュ用ドアの締め切り確認を行っていた。
本系列は、その使用目的やそもそも開閉可能な側窓が少ないという構造上の制約もあって、新造当初より冷房装置を搭載している。その構成は冷凍能力8,000kcal/hの分散式ユニットクーラー5基を屋根上に搭載し、ラインデリアにより冷風を客室に送ることを基本としている。さらに冷房効率を高めるため、独自開発の回転グリルを扉付近の天井に設置している。この構成は冷房改造車や新造車にも踏襲され、1970年代から1980年代前半にかけての京阪通勤車の標準仕様となった。
内装は従来車同様に緑系でまとめられたが、一部が無塗装に変更されている。乗降扉上部のつり革は、常用する扉付近を短いタイプ、ラッシュ用ドア部分をはね上げ機構のついたタイプとしている。

## 主要機器
当初より昇圧を前提として設計され、また京阪としては初採用となる全電気指令式ブレーキを採用されるなど、重要な技術革新が盛り込まれている。このため、本系列は1983年（昭和58年）の京阪線架線電圧昇圧時にはほとんど改造なしに昇圧が実施されている。また、旧700系の車体を再利用して代替新造された1000系においても本系列と同系の主要機器が採用されている。

### 制御器
1基の制御器で1両分4基の主電動機を制御する1C4M構成の電動カム軸式抵抗制御器である、東洋電機製造ACDF-H4155-585A・Bを各電動車に搭載する。制御器の型番が2種に分かれるのは昇圧対策のためであり、600V時にはこれらは同じ動作を行うが、1500V時には高圧車（ACDF-H4155-585A搭載）と低圧車（ACDF-H4155-585B搭載）の2両でペアを組み、直列接続を行って各制御器を同期させる親子方式として動作する。制御段数は直並列各17段、弱め界磁9段、発電制動34段である。

### 主電動機
昇圧を前提として、端子電圧375V時定格出力155kWの直流直巻整流子電動機である東洋電機製造TDK-8120A・A1が新規に設計された。これは新開発の高分子耐熱材料を採用することで端子電圧375V対応となり、また2400系以前のTDK-817系と比較して1基あたり約85kgの軽量化が図られている。基本特性は端子電圧375V、定格電流465A、出力155kW、定格回転数1730rpmである。
駆動装置は中空軸平行カルダン駆動で、歯数比は第1次車は84:15 (5.60) であったが、以後は高速性能の改善を図って84:16 (5.25) に変更された。

### 集電装置
冷房装置を搭載し、屋根上スペースが充分でなく、また各電動車が1C4M制御方式であるため、2400系第2次車と同様各電動車に1基ずつばね上昇空気圧下降方式の下枠交差式パンタグラフである東洋電機製造PT-4805Aを搭載する。

### 台車

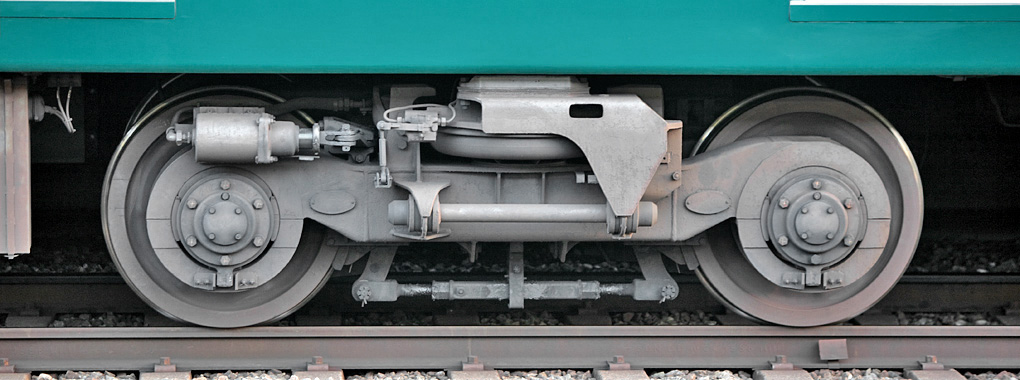
KS76A形エコノミカル台車

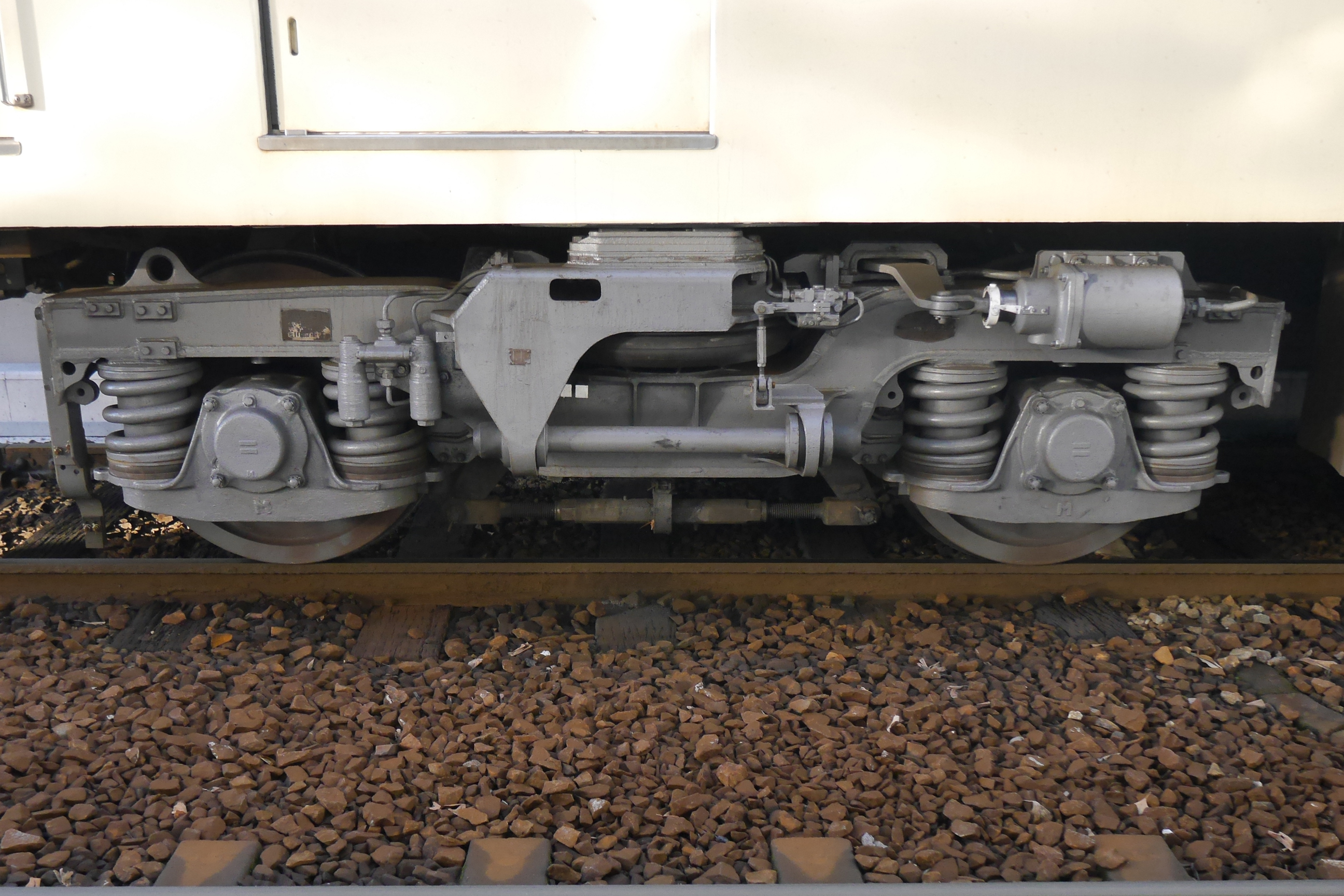
KW-31A台車

2400系に準じ、第1 - 3次車は制御電動車・電動車は1自由度系軸箱梁式空気ばね台車である汽車製造・川崎重工業KS-76Aを、制御車と付随車は側梁緩衝ゴム式空気ばね台車である住友金属工業（現・新日鐵住金→日本製鉄）FS-337Eをそれぞれ装着した。これに対し、第4次車の第6・7編成は電動車に乾式円筒案内式空気ばね台車である川崎重工業KW-31へ変更し、制御車と付随車についてもFS-337系の改良型である住友金属工業FS-399Aをそれぞれ装着するように変更されている。

### ブレーキ
京阪では初採用となる全電気指令式電磁直通ブレーキの日本エヤーブレーキ（現・ナブテスコ）HRD-1が空制系として搭載された。
この新しいブレーキシステムには、従来のHSC系電磁直通ブレーキと比較して空気配管が各車へ空気圧を供給する元空気溜管 (MRP) のみで済むという保守上重要なメリットが存在する。このため、以後在来車と混用される2600系以外の各系列に採用されている。導入当初、空気圧縮機はすべての電動車に搭載されていた。

## グループ分類
竣工当初は、製造年次の違いによって各編成で差異があった。
| ← 京都大阪 → | ← 京都大阪 → | ← 京都大阪 → | ← 京都大阪 → | ← 京都大阪 → | ← 京都大阪 → | ← 京都大阪 → | ← 京都大阪 → | ← 京都大阪 → |
| 形式         | 5000         | 5100         | 5600         | 5550         | 5150         | 5250         | 5650         | 竣工         |
| ------------ | ------------ | ------------ | ------------ | ------------ | ------------ | ------------ | ------------ | ------------ |
| 形式         | Mc           | M            | Tc           | Tc           | M            | M            | Tc           | 竣工         |
| 車両番号     | 5001         | 5101         | 5601         | 5551         | 5151         | 5251         | 5651         | 1970年12月   |
| 車両番号     | 5002         | 5102         | 5602         | 5552         | 5152         | 5252         | 5652         | 1971年10月   |

| ← 京都大阪 → | ← 京都大阪 → | ← 京都大阪 → | ← 京都大阪 → | ← 京都大阪 → | ← 京都大阪 → | ← 京都大阪 → | ← 京都大阪 → | ← 京都大阪 → |
| 形式         | 5550         | 5150         | 5250         | 5850         | 5100         | 5200         | 5600         | 竣工         |
| ------------ | ------------ | ------------ | ------------ | ------------ | ------------ | ------------ | ------------ | ------------ |
| 形式         | Tc           | M            | M            | T            | M            | M            | Tc           | 竣工         |
| 車両番号     | 5553         | 5153         | 5253         | 5853         | 5103         | 5203         | 5603         | 1971年10月   |
| 車両番号     | 5554         | 5154         | 5254         | 5854         | 5104         | 5204         | 5604         | 1971年11月   |
| 車両番号     | 5555         | 5155         | 5255         | 5855         | 5105         | 5205         | 5605         | 1976年6月    |
| 車両番号     | 5556         | 5156         | 5256         | 5856         | 5106         | 5206         | 5606         | 1980年2月    |
| 車両番号     | 5557         | 5157         | 5257         | 5857         | 5107         | 5207         | 5607         | 1980年2月    |
| 車両番号     | 5554Ⅱ        |              |              |              |              |              |              | 1980年12月   |

### 1次車（第1編成）

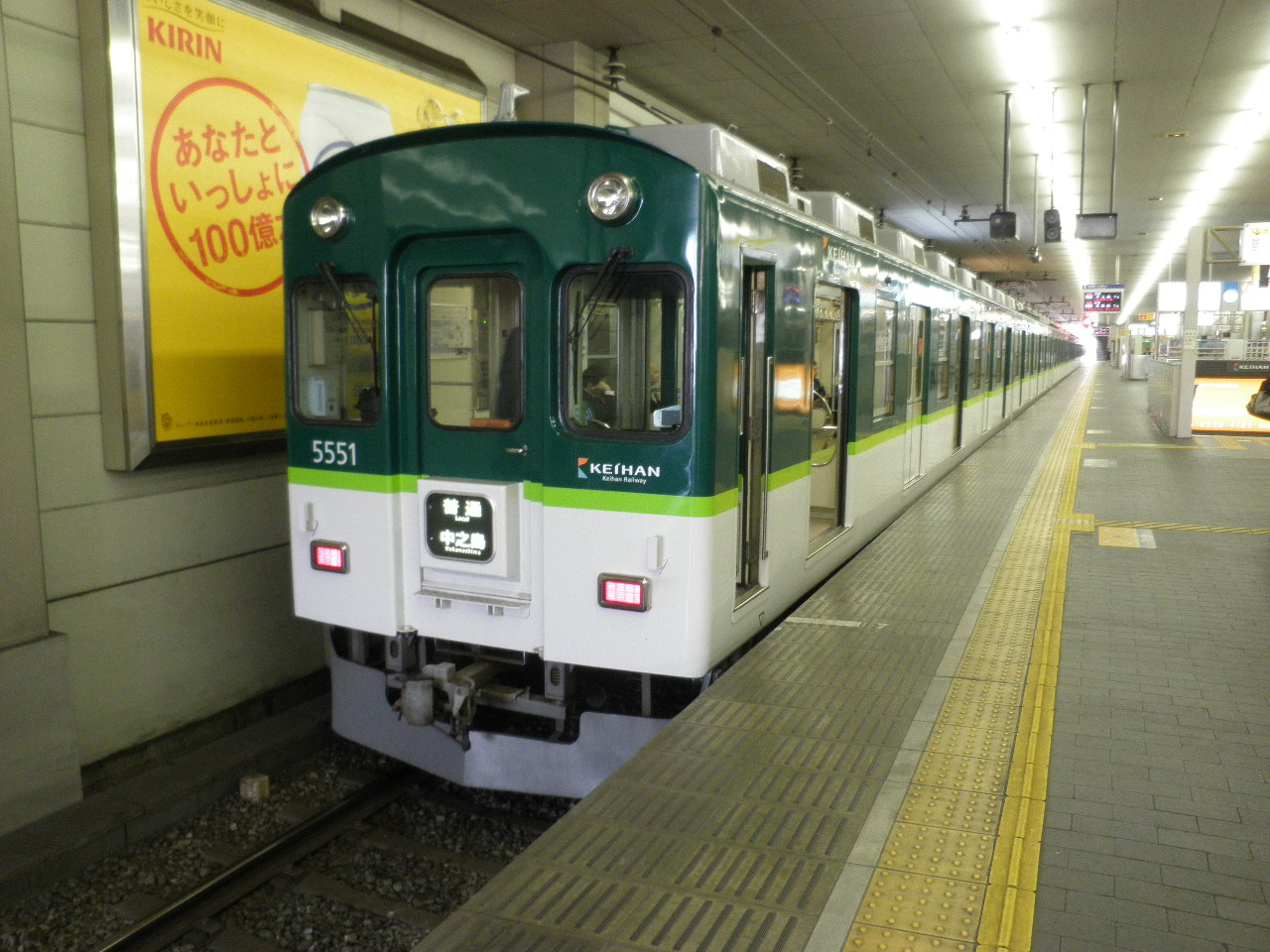
5551F（京橋にて）

3両編成と4両編成に分割して運転可能な構成となっている。上述のようにラッシュ時対策として設計されたにもかかわらず、客室面積が減少する運転台をあえて編成中間に設置し編成分割可能とされた背景には、全電気指令式電磁直通ブレーキ (HRD-1) を京阪の車両で初めて採用するにあたって、編成中間の運転台を故障時の予備として確保する意味合いがあったとされる。当時車両部長だった宮下稔は鉄道雑誌に寄稿した文章で「運用率を高めるため」に2ユニットに分割可能な編成としたと記している。
このため、編成連結順序が入れ替わる可能性もあったことから各運転台付き車両の前面には、成田式リコ型貫通幌が装着されている。同年に製造された2400系第2次車と同じシールドビーム形前照灯・尾灯・標識灯、集電装置・台車を採用している。
2次車以降とは前面のひさしの形状及び後述の尾灯、標識灯が異なっている。

### 2次車（第2-4編成）

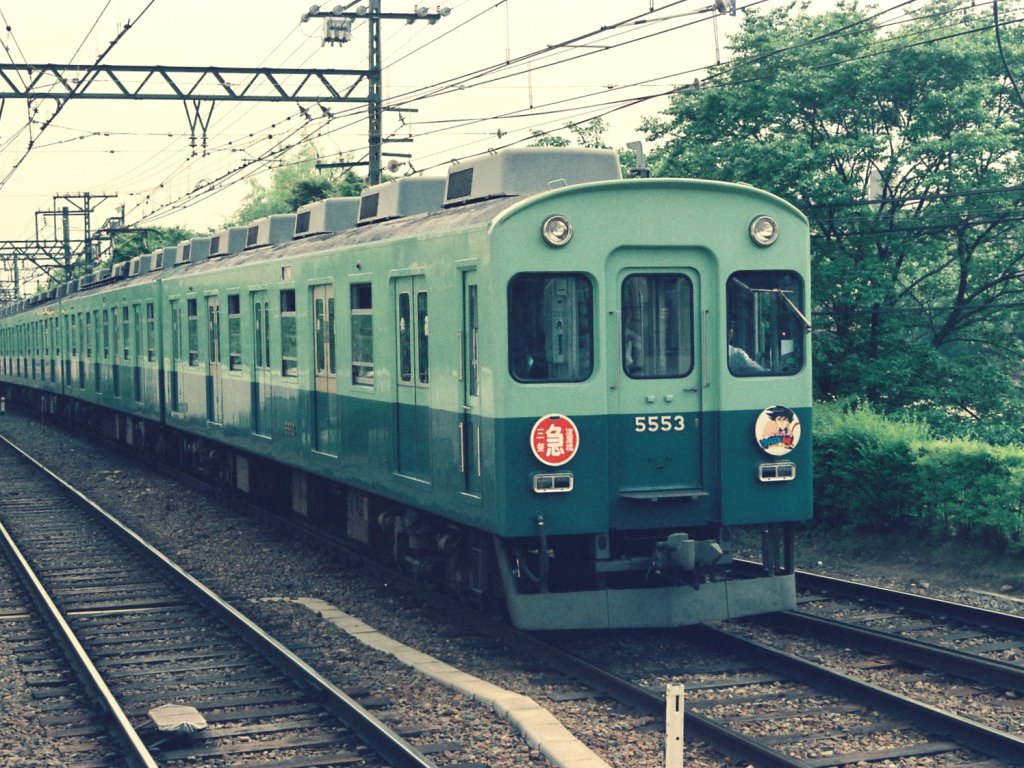
5553F（更新前）
（1987年5月16日）

尾灯と標識灯を3000系と同じデザインに変更、台車は1次車と同じである。高速性能を向上するために主電動機の歯数比が変更された (5.60→5.25)。編成は第2編成のみ第1編成と同じく分割可能な3両編成+4両編成とされ、以降は7両固定編成に変更された。
このため、第3編成以降は深草車庫への入・出庫が不可能となり、同車庫の淀車庫への移転までは守口・寝屋川両車庫入・出庫の列車に限定運用された。また、地上駅時代の三条駅においては2番線ホーム停車時に構内踏切と一部の乗降扉が干渉したことから停車位置を他と変えることが求められるなど、特殊な扉配置故に特別な取り扱いを要した。なお、7両固定編成については前面の貫通幌が当初より省略されている。

### 3次車（第5編成）

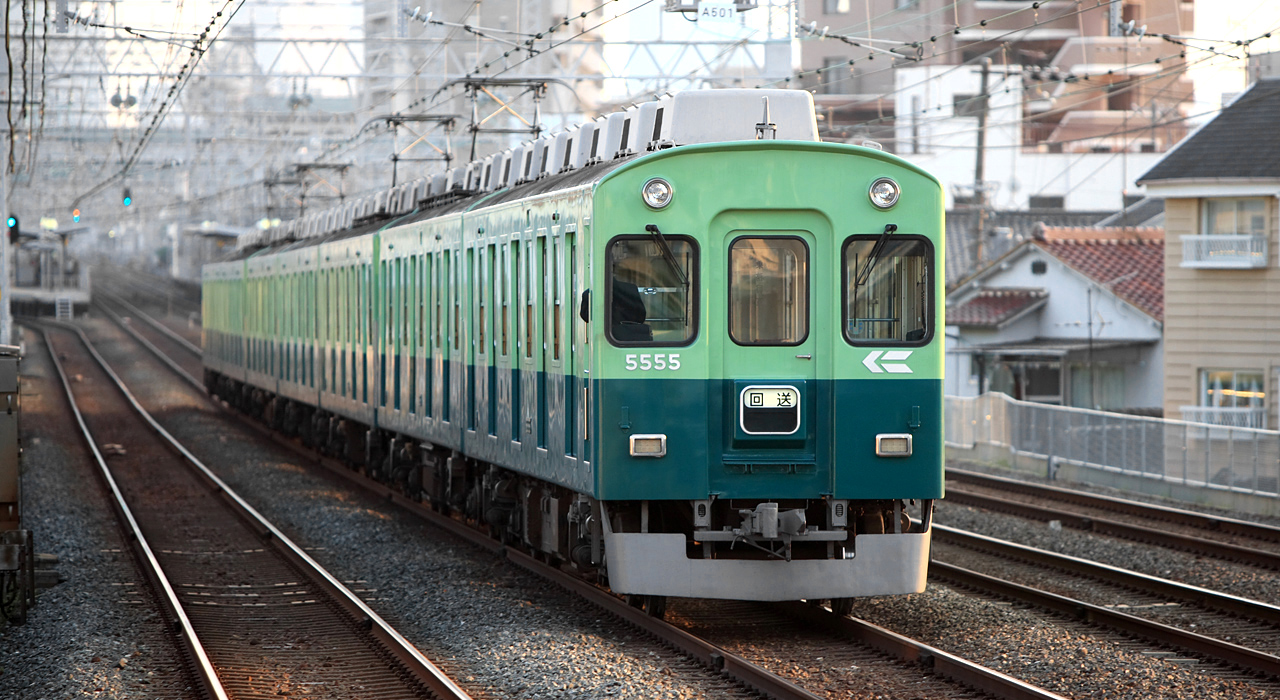
5555F（2008年4月14日）

前面貫通扉に京阪の車両で初の前面種別・行先表示器が装備されたほか、側面にも行先表示器が設置された。なお、側面の種別表示器は第1編成から採用している。乗降扉をアルミハニカムからステンレス製に変更し、窓の形状が若干変更された。また、乗降扉を単独で再開閉することが可能となった。

### 4次車（第6・7編成）

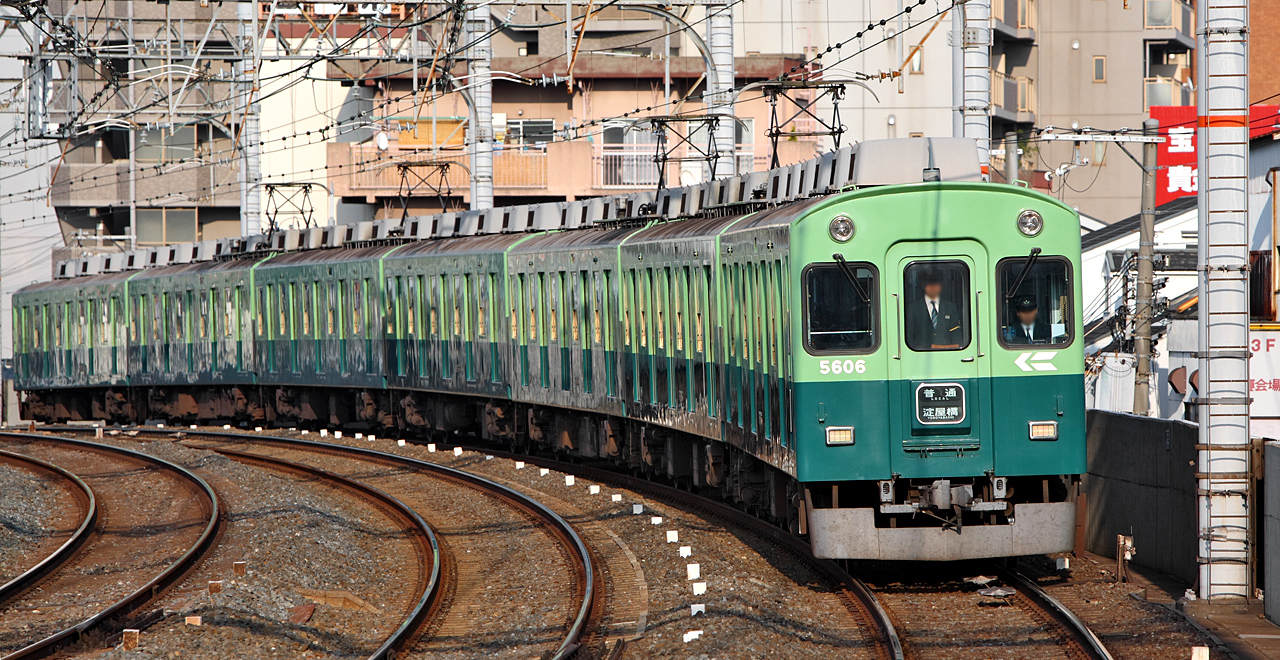
5556F（2008年4月14日）

台車は制御車と付随車を住友金属工業FS-399A（1000系とほぼ同じ）、電動車を川崎重工業KW-31に変更。RPU-2206Hによるヒートポンプ暖房を半導体ヒーターとする。第7編成のみ試験的にマイコンによる冷暖房制御を導入した。このほか車内の荷物棚の網が繊維製から金属製に変更された。

### 事故廃車の代替新造
- 5554（2代目）（1980年12月28日竣工）5557F 京橋にて(2015年12月12日)

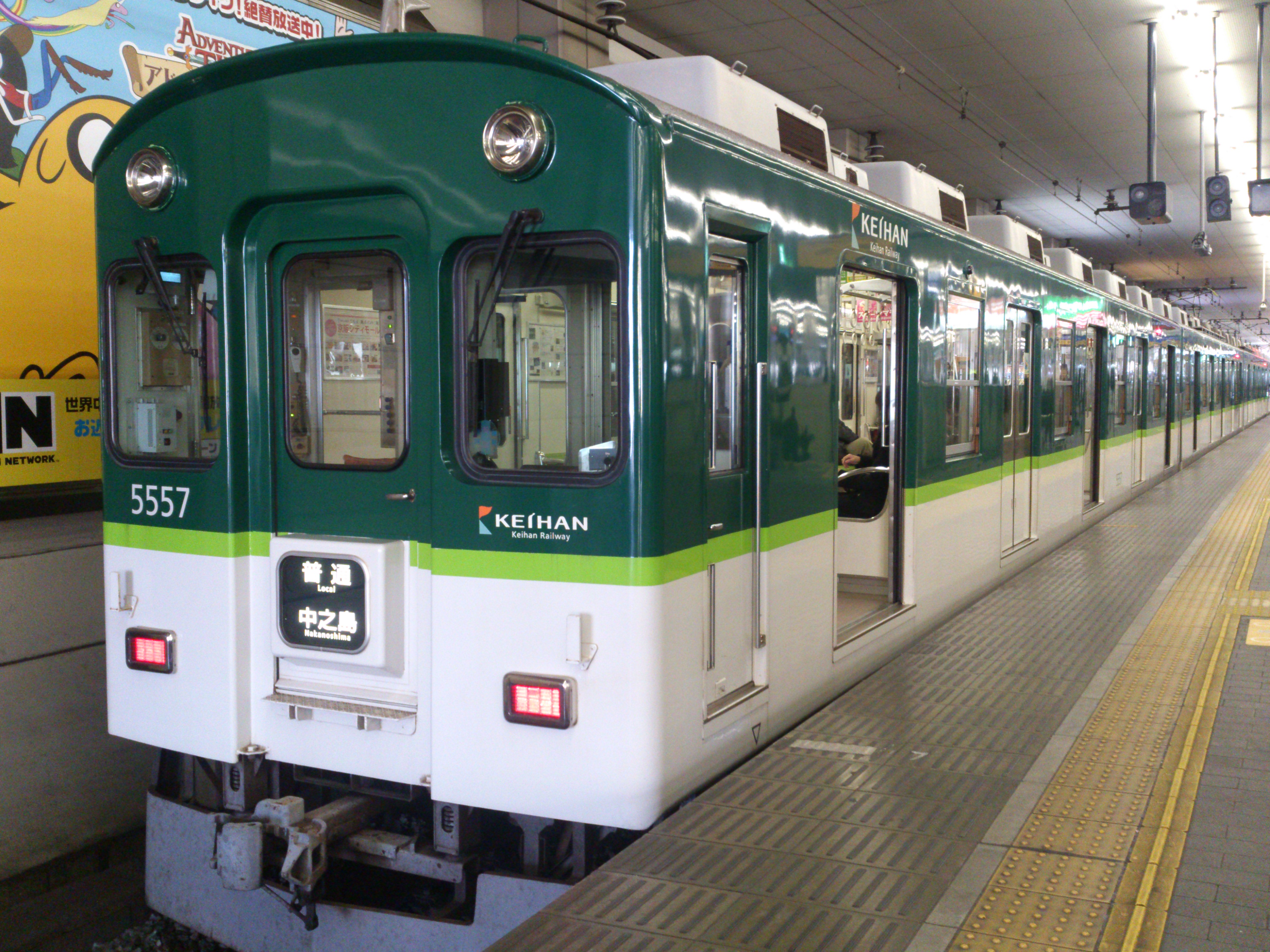
5557F 京橋にて(2015年12月12日)

1980年2月20日に枚方市 - 御殿山間にて発生した京阪電気鉄道置石脱線事故で、第4編成の5554号車が大破し廃車されたことに伴う代替車両である。空調など当時最新の4次車に準じた仕様とされたが、連結編成の仕様に合わせ、前面の方向幕・種別表示幕は設置されなかった。
事故当時、同年3月の寝屋川信号場までの複々線化完成を控えて車両運用に余裕がない中、ラッシュ時の切り札である本系列1編成が使用不能となってしまった。当時の本系列は7編成中6編成が朝ラッシュ時の最混雑列車を中心に運用され、残る1編成は検査予備となっており、この事故後は検査時に一般3扉車による代走が必要となったが、その影響を最小限に抑えるため、ドア付近のスペースが広い2400系が充当された。

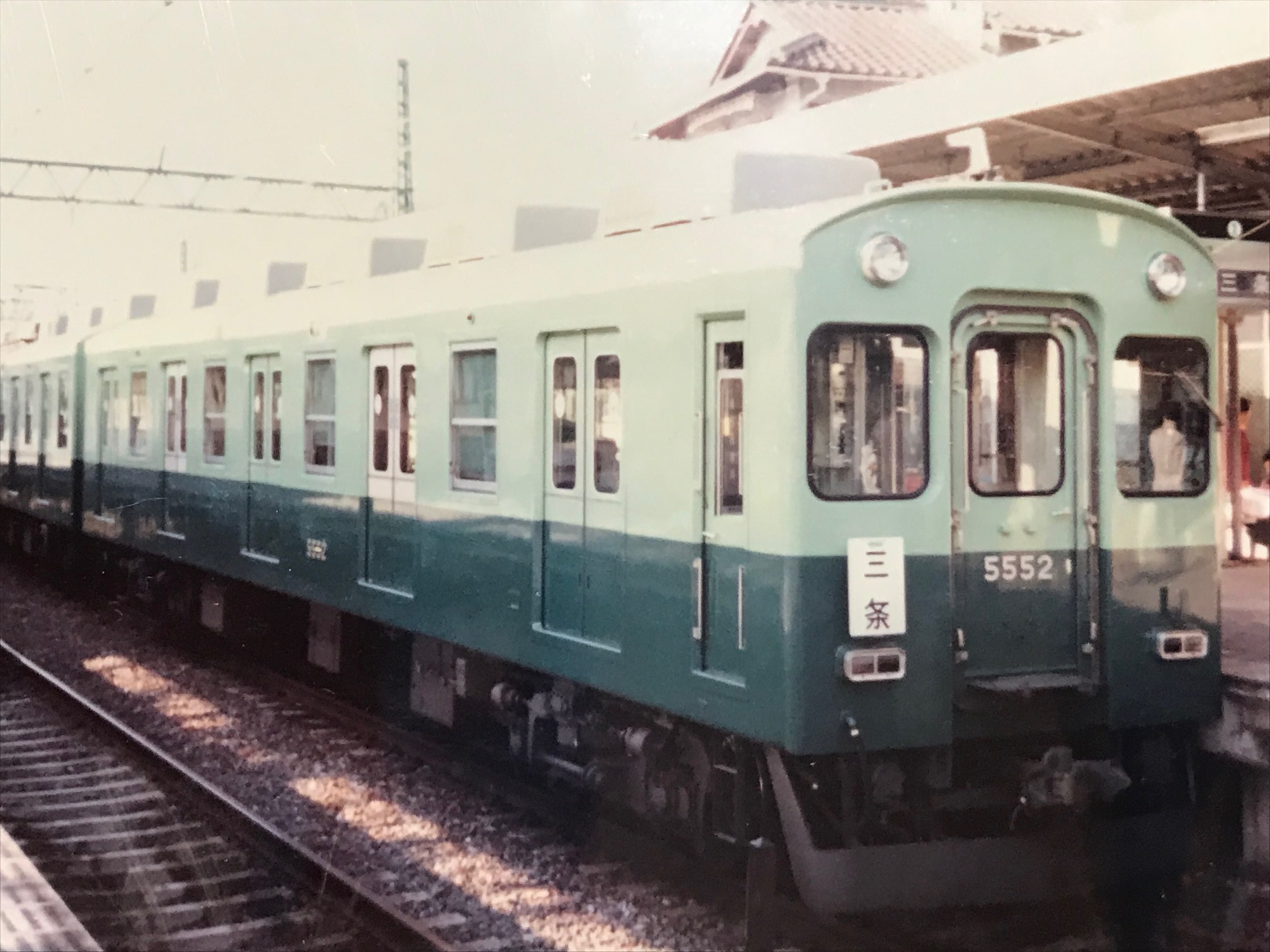
置石脱線事故後の分割暫定4連での宇治線運用時　宇治にて

また、事故後も使用可能であった5854-5104-5204-5604の4両を有効活用すべく第2編成を分割し、5002-5202-5602+5854-5104-5204-5604の7両編成を組成、残る5552-5152-5252-5652は本線普通や宇治線で運用された。脱線の被害が京都寄りの3両に留まり、歯数比が第4編成と同じで混用可能な第2編成が3両+4両に編成分割可能であったことは不幸中の幸いであった。
なお、のちに平日朝ラッシュ時には全7編成が運用されるようになった。検査時の3扉車代走には2400系のほか、均等なドア配置が乗降円滑化に寄与する1000系や、性能の高さから遅延回復が容易な7000系が充当された。

## 改造工事等

### 種別・行先表示器の設置改造
前面の種別・行先表示器は、竣工時未設置の第1 - 4編成にも1989年（平成元年）に追加設置されている。第1・2編成の中間に組み込まれた5551・5552・5601・5602の4両については営業運転で編成分割が行われる機会が皆無となっていたことから、前面の種別・行先表示器の設置は実施されなかったが、後述の更新工事の際に、先頭であった5001・5002・5651・5652が中間車化されて従来中間に組み込まれていた5551・5552・5601・5602が先頭車両となったときに、他の車両より遅れて取り付けられた。

### 車体改修工事

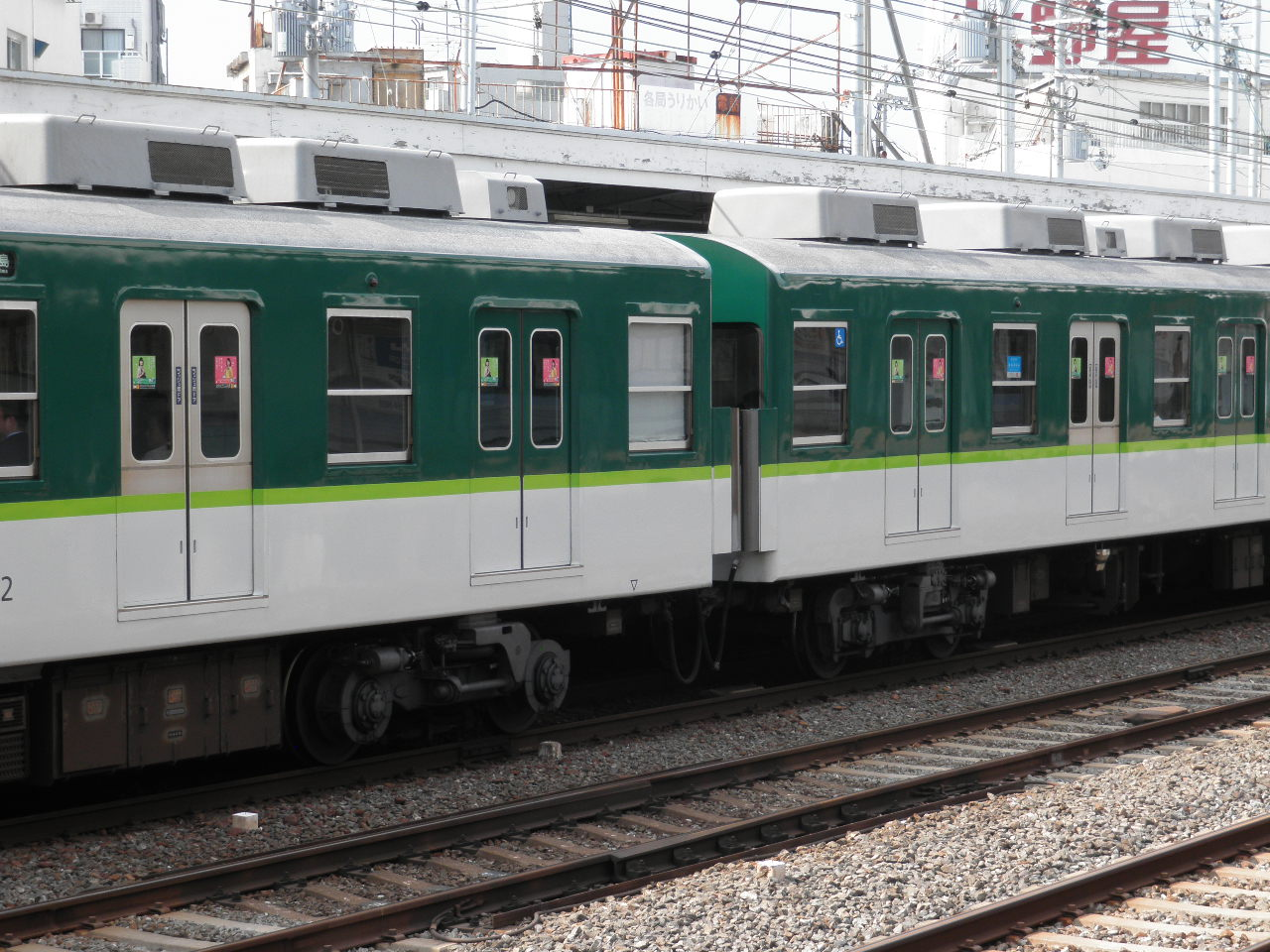
元先頭車だった5652・5102（旧5002）

1998年（平成10年）3月26日に竣工した第3編成を皮切りに、2001年（平成13年）にかけて全編成に車体改修工事（更新工事）が施工された。
制御装置は2両の電動車を高圧車と低圧車とし、それぞれに搭載された制御装置を直列につないで同期動作させる親子方式の抵抗制御を改め、5100形に集約搭載されたACRF-H8155-790D界磁添加励磁制御器で2両分8基の主電動機を一括制御する方式（1C8M方式）に変更され、これにより電力回生ブレーキの使用が可能となった。
空気ブレーキについても、発電ブレーキ併用電気指令式電磁直通ブレーキ (HRD-1D) から回生ブレーキ優先電気指令式電磁直通ブレーキ (HRDA-1) へと改修され、遅れ込め制御により空制系の使用率を引き下げている。
3両+4両の組成であった第1・2編成は、運転台の撤去を伴う編成の組み替えが実施された。制御電動車の5000形5001・5002は中間電動車に改造（妻面窓にその痕跡が残る）されて、5101・5102に改番のうえ5100形に編入された。制御車であった5600形5651・5652は中間付随車に改造された。また、7両固定編成の中間付随車の5800形5853 - 5857は、更新工事の際に5650形5653 - 5657に改番された。こうして全編成が5500形5550番台（制御車：Tc） - 5100形5150番台（中間電動車：M1） - 5200形5250番台（中間電動車：M2） - 5650形（付随車） + 5100形（中間電動車：M1） - 5200形（中間電動車：M2） - 5600形（制御車）に統一の上で7両固定編成化された。これにより5000形が形式消滅した。
電動発電機は編成両端の5500形5550番台（制御車：Tc）と5600形（制御車:Tc)に移された。

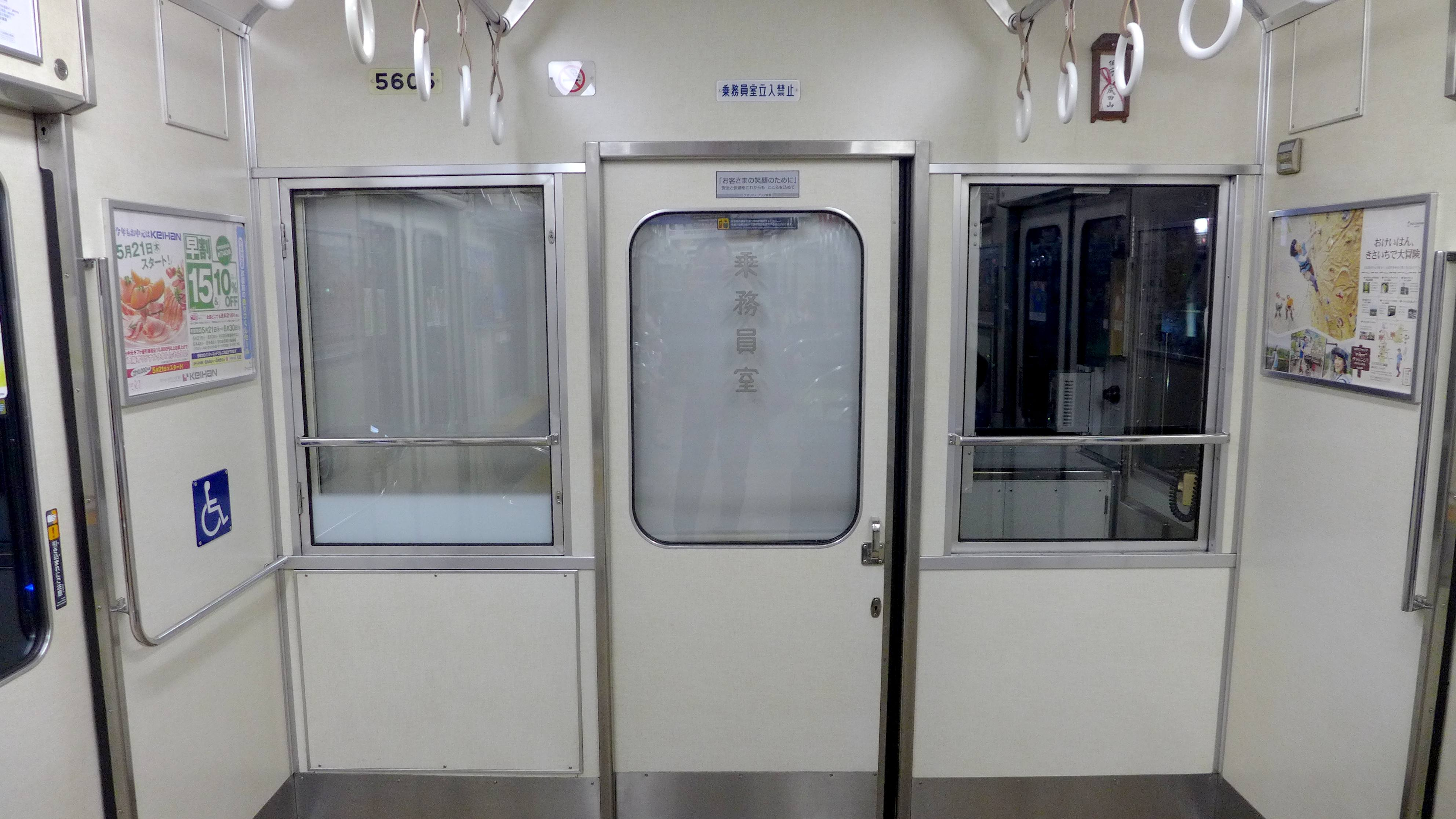
最前部ドアと乗務員室仕切り壁＆ドアの間のスペース。座席はなく、片側は車いすスペースとなっている

車内は、7200系や9000系に準じた化粧板・座席モケット・床材に変更され、乗降ドア上部にスクロール式とマップ式を組み合わせたLED車内案内表示器が取り付けられた。また、各車両に非常通報装置、車椅子スペースが設置された。このほか、開扉時の車内自動放送装置も設置された。
各編成の更新竣工日は次のとおりである。
- 5553F - 1998年（平成10年）3月26日
- 5554F - 1998年（平成10年）9月16日
- 5552F - 1999年（平成11年）3月29日
- 5551F - 1999年（平成11年）9月30日
- 5555F - 2000年（平成12年）3月28日
- 5557F - 2000年（平成12年）9月20日
- 5556F - 2001年（平成13年）3月28日

途中から転落防止幌の取り付け工事も追加されており、この工事は、更新工事施工後に追加で施工された2002年（平成14年）3月20日竣工の第3編成をもって完了した。

### 新塗装化

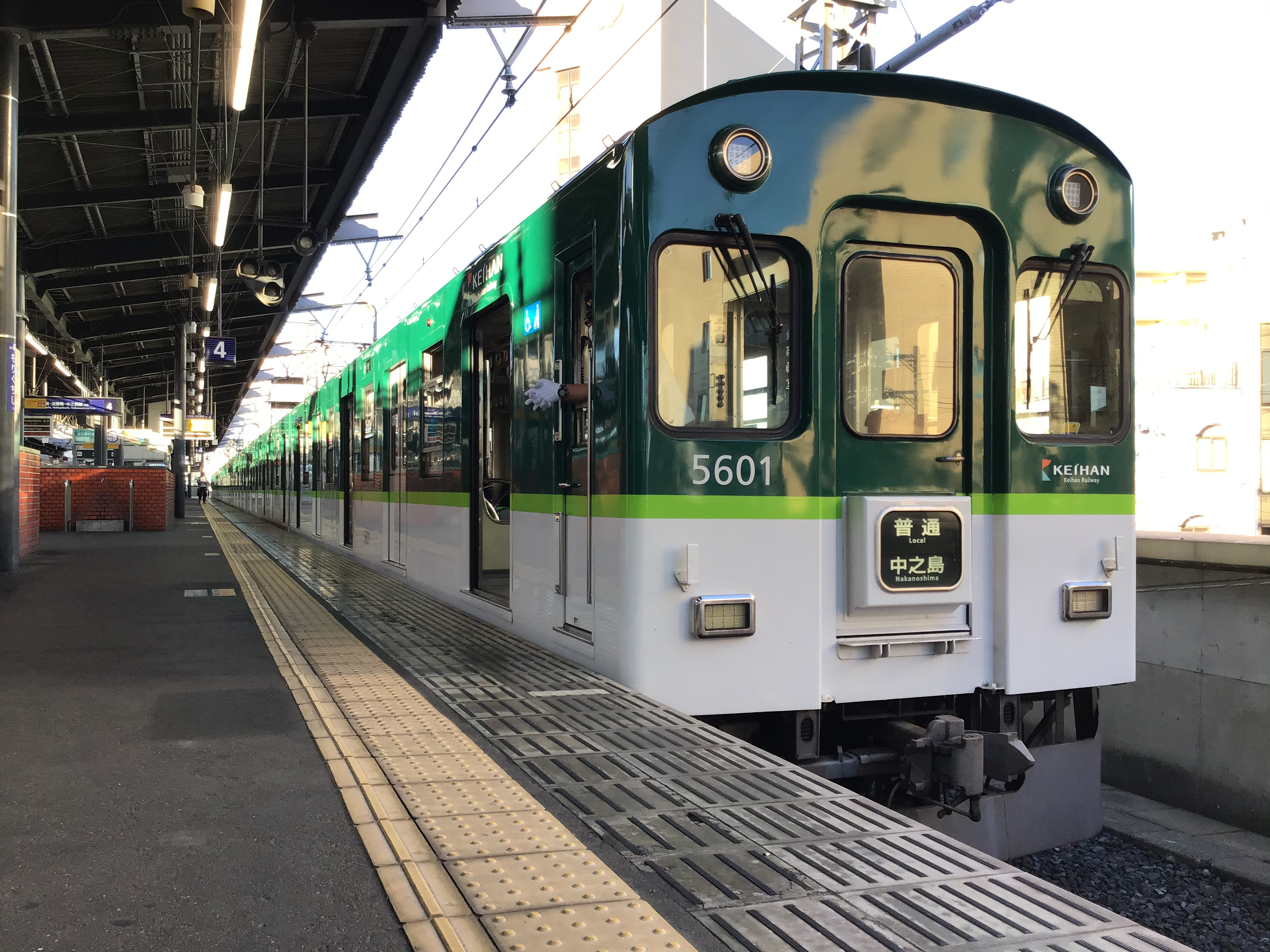
新塗装化された京阪5601

新塗装化は2008年11月13日付の5557Fから開始された。その後2009年3月31日付で5556F、2010年には5553F・5554F、2011年3月31日に5552F、同年8月8日に5551F、同年11月30日に5555Fが新塗装となり、5000系は全車新塗装となった。なお、ラッシュ用ドア上部は従来どおり無塗装である。なお、本系列を含む京阪線車両は2013年5月までに新塗装への変更を完了した。

### その他の改造工事等
2006年（平成18年）3月頃より座席・車内案内表示器が7000系と7200系の第1・2編成や9000系の一部と同様のものに変更されている。
2008年（平成20年）より方向幕の交換が行われ、「深夜急行」「通勤準急」「中之島」「京橋」などが追加された。
2014年には、5553Fの全車両で、その後2015年8月までに5554F、5552F、5551F、2015年9月の全検で5555Fが、それぞれ半数の車両でシートモケットが13000系と同じモケットに張り替えられている。

## 運用

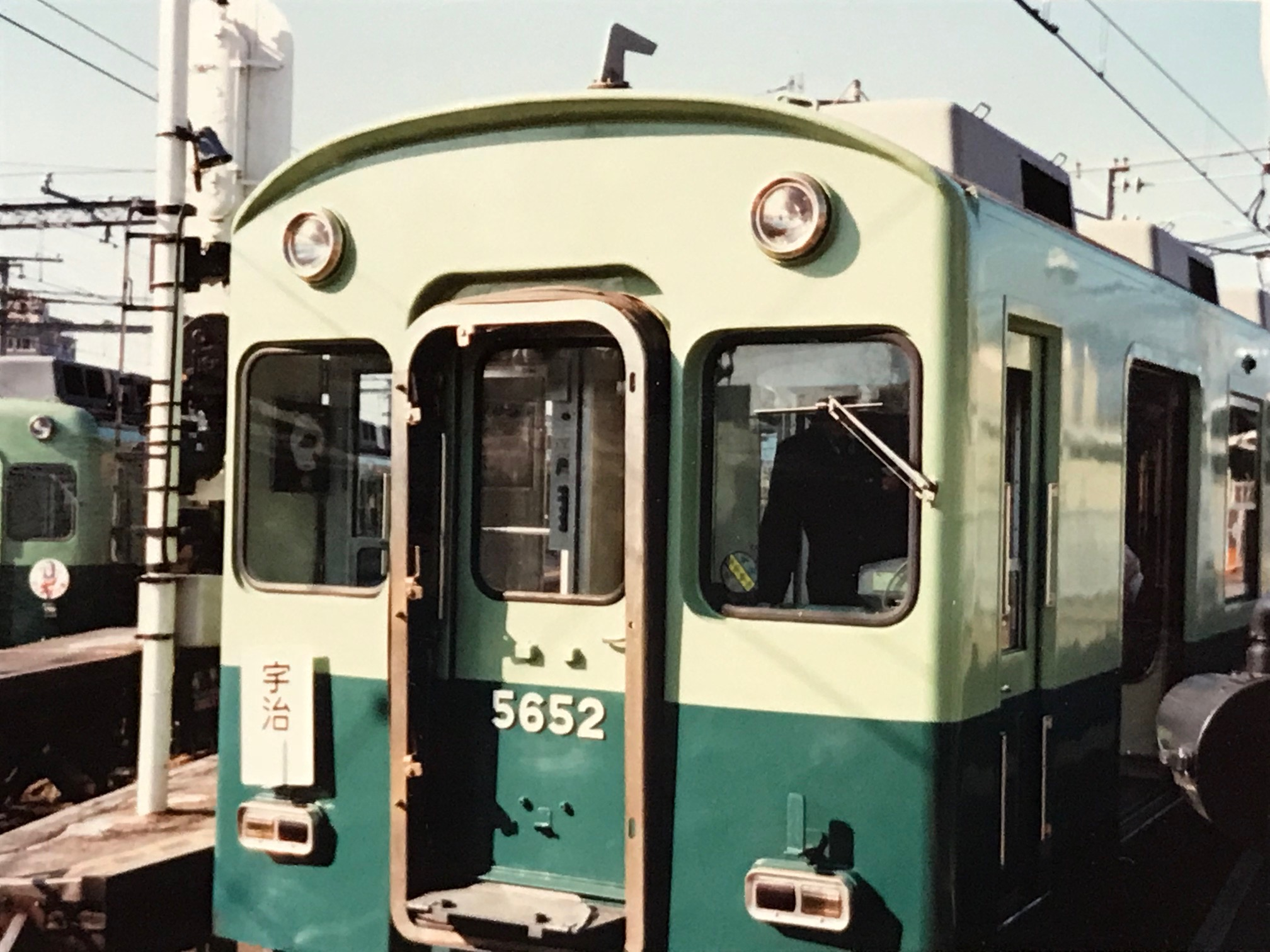
琵琶湖疏水上にあった地上時代の三条駅1番線に入線した宇治線運用時の暫定4連

新造当初は、遅延すると後発の優等列車に追いつかれてそれらに大きな影響を及ぼす区間急行を中心とする最混雑列車へ充当され、多扉化による乗降経路増加とそれに伴う停車時分の短縮、つまり遅延の抑制に絶大な効果を発揮した。これにより京橋駅に午前7時30分から8時30分の間に到着する下り普通・区間急行に必要となる編成が順次投入された。
京阪線の架線電圧1,500V昇圧により8両編成の運行が可能となってからも、平日朝ラッシュ時の直通普通や7両編成による急行・準急などに集中投入されて5扉機能が使用された。これは淀屋橋駅の2番線と伏見桃山 - 東福寺間の一部駅においてプラットホームが7両限界であり、8両化対応延長工事も伏見桃山と東福寺の両駅ではホーム前後を踏切に挟まれていて困難なことに原因がある。5扉を使用する列車は、駅の時刻表にも5扉車である旨が記され、本系列による運行であることがわかった。土曜・休日にも本系列独自の運用はあるものの、5扉機能は使用しておらず、駅掲示の時刻表でもすべて3扉車の表示でまとめられていることから、どの列車が本系列なのかを特定することはできなかった。
本系列は平日朝ラッシュ時の特に混雑する列車に優先的に充当させるように運用は他系列と区別されて組まれていた平日と土休日で運用は大きく異なっていた。
また、本系列のみ2013年のダイヤ改正では日中の急行に使用されることがなくなり、平日、休日の日中は中之島駅 - 萱島駅の往復の各駅停車に運用されることが多く、昼間は京都方面ではあまり見られなくなった。
2016年3月のダイヤ改定後は土休日を中心に京阪間通しの準急の運用にも入るようになり、日中に再び京都方面でも見られるようになった。また、平日の夜に5000系では初の快速急行が1本設定された。
2017年2月のダイヤ改定では平日におけるラッシュ時間帯終わりに枚方市駅の引き上げ線と中之島駅で行われていた5扉から3扉への転換作業は廃止され、日中の運用が消滅し、夜の快速急行樟葉行きは急行に格下げされた。土休日日中は京阪間通しの準急運用のみになり同時間帯に中之島線に乗り入れることはなくなった。
2018年9月15日のダイヤ改定で5552F、5554Fの廃車に伴う運用削減により2008年の中之島線開業以来行われていた中之島駅での夜間滞泊と淀車庫に入庫する運用は消滅した。平日は特に混雑の激しい8時台に淀屋橋駅・中之島駅に到着する通勤準急3本と普通1本（全て出町柳発で5扉車）に充当されるよう運用が組まれた。4運用全てが午前中に寝屋川車庫に入庫し日中時間帯の運転はなく、夕方から深夜にかけては3扉扱いでの1運用が設定された。土休日は日中時間帯の運用があり、京阪間通しの準急と中之島駅 - 萱島駅を往復する普通が1運用ずつあった（共に3扉扱い）。準急・区間急行・普通での運用が基本であるが、両日とも上り初発急行（寝屋川市発）と下り最終急行の2本が数少ない急行運用であった。3扉と5扉の転換作業は基本的に寝屋川車庫で、その他は淀屋橋駅3番線にて下り最終急行が到着後夜間滞泊前に行われた（翌日が平日の場合のみ）。
2021年1月31日のダイヤ改正に伴い、1月29日をもって5扉使用の営業運行を終了した。これに先立ち、2020年12月には「誕生50周年」記念のヘッドマークを残存する全編成に掲出したほか（2021年1月24日まで掲出）、スタンプラリーやオリジナルグッズの販売、座席昇降装置使用の実演観覧会（有料で事前申込制）といったイベントを実施した。

## 編成表
2016年4月1日現在
- *車番：京都方の運転台撤去車
- 車番*：大阪方の運転台撤去車

| 区分     | Tc   | M    | M    | T     | M     | M    | Tc   |
| 車両番号 | 5551 | 5151 | 5251 | 5651* | *5101 | 5201 | 5601 |
| 車両番号 | 5552 | 5152 | 5252 | 5652* | *5102 | 5202 | 5602 |
| 車両番号 | 5553 | 5153 | 5253 | 5653  | 5103  | 5203 | 5603 |
| 車両番号 | 5554 | 5154 | 5254 | 5654  | 5104  | 5204 | 5604 |
| 車両番号 | 5555 | 5155 | 5255 | 5655  | 5105  | 5205 | 5605 |
| 車両番号 | 5556 | 5156 | 5256 | 5656  | 5106  | 5206 | 5606 |
| 車両番号 | 5557 | 5157 | 5257 | 5657  | 5107  | 5207 | 5607 |

## 事故廃車・置き換え

### 事故廃車
先述の1980年（昭和55年）2月20日の置石脱線事故により、初代5554が1980年12月29日付けで廃車となっている。

### ホームドア設置による置き換え
2017年、京阪は京橋駅におけるホームドア整備計画を発表した。これによって、他の車両と扉の位置が異なる本系列は早期の置き換え対象となり、ホームドア整備前に全廃される旨が報じられた。
「引退記念イベント」として、3月27日より5551Fにヘッドマークが掲出された。当初は2021年6月での運転終了が予定されていたが、同月になって代替新造車である13000系の新造及び各種整備作業が遅延していることを理由に、運転終了時期を同年9月頃へ延期すると発表した。同年9月4日、最後まで残っていた5551Fが営業運転を終了し、本系列が発祥である多扉通勤車は日本国内から消滅した。
編成ごとの詳細な廃車日は以下のとおりである。
- 5557F - 2016年（平成28年）6月30日[14][15]
- 5552F - 2018年（平成30年）9月12日[16]
- 5554F - 2018年（平成30年）9月25日[16]
- 5553F - 2021年（令和3年）2月17日[17]
- 5556F - 2021年（令和3年）3月11日[17]
- 5555F - 2021年（令和3年）3月30日[17]
- 5551F - 2021年（令和3年）9月5日[18]

5557Fの電動車が装備していたKW-31台車と主電動機は、叡山電鉄デオ710・730形に転用されることになっており、2017年10月にデオ711の台車と主電動機が交換されている。

## 保存車両

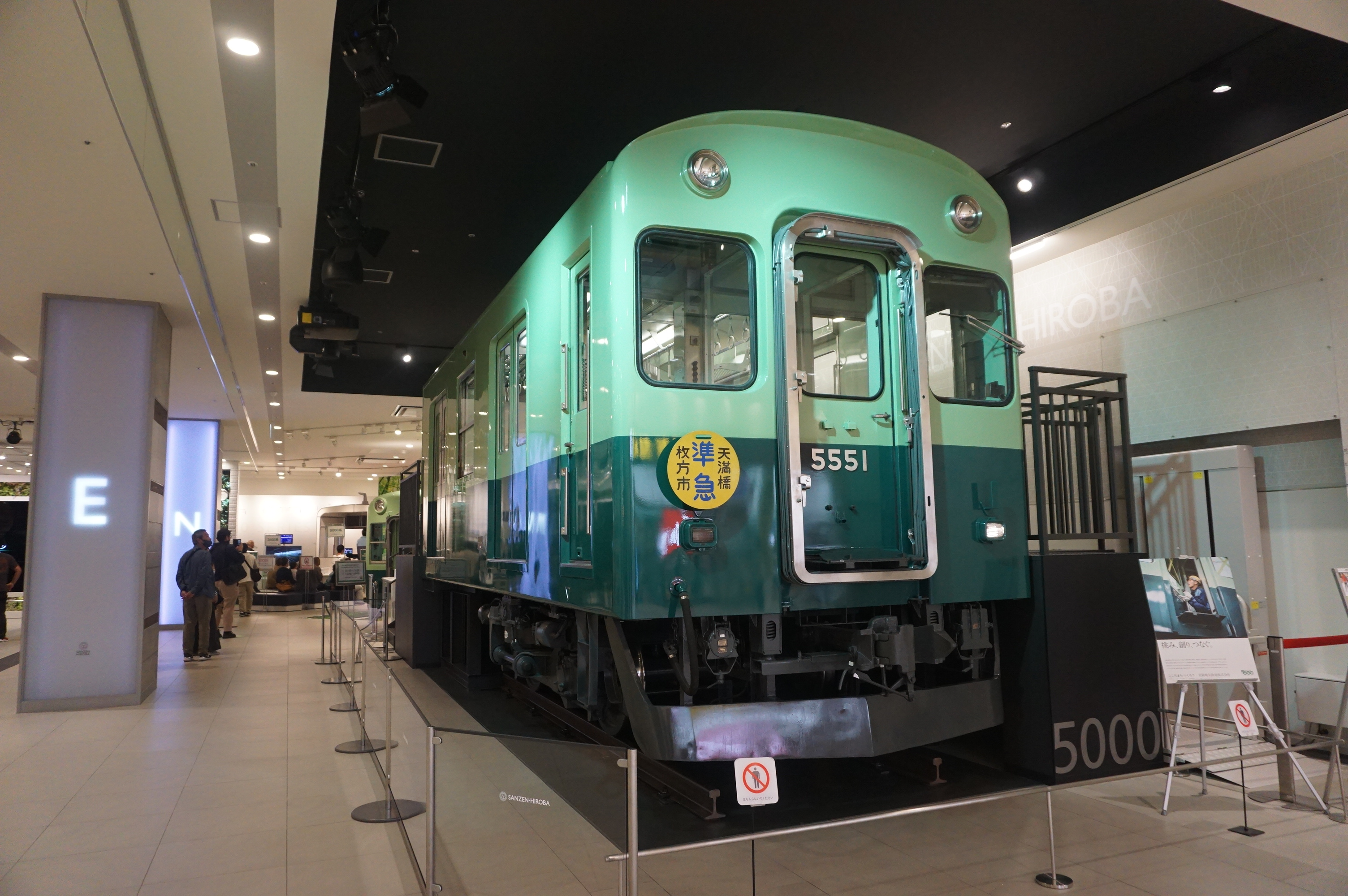
くずはモール「SANZEN-HIROBA」に展示された5551号車のカットボディ

5551Fは、運行終了後、寝屋川車両基地にて1年近く留置されていたが、京阪電気鉄道は、2022年7月28日、第1編成の5551号車の車体の半分を、1970年の製造時に可能な限り復元した上で、大阪府枚方市のくずはモール内にある京阪特急初代3000系を展示保存している「SANZEN-HIROBA」にて2600系前面カットモデルとともに追加で2023年春に保存展示することを発表した。予定通り建物内に搬入設置され、2023年4月21日に「SANZEN-HIROBA」がリニューアルオープンした際に公開された。
その他の保存車両
兵庫県丹波篠山市の小倉商事株式会社篠山保養所にて廃車体がコテージとして使用されている。

## その他
- 鉄道友の会のブルーリボン賞・ローレル賞では、第1編成製造翌年の1971年ではなく翌々年の1972年の選考対象とされ、ローレル賞では営団（現・東京メトロ）6000系の次点となって賞を逸した（当時はローレル賞は投票制）[注釈 35]。本系列が営業運転を開始した時期について、京阪の社史『京阪70年のあゆみ』（1980年）の年表では「1970年12月26日に営業運転を開始」と記載されている一方、当時の京阪の運輸部運転課長が鉄道誌『鉄道ピクトリアル』1971年12月号に寄稿した文章[23]では「本年の2月にデビューしてから」と記している。鉄道友の会は営業運転開始を1971年とみなしたとみられる。
- 京阪が刊行した書籍（『京阪電車・車両70年』など）やパンフレットでは三つ五郎という愛称が記載されているものがある。しかし、一般にはこの愛称を見聞することはほとんどない。
- また2010年12月26日に本系列が運転開始40周年を迎えたことから、それを記念して「発車メロディでお目覚め♪走る!アラームクロック」第2弾を12月18日から限定発売したほか[24]、12月1日から30日までの期間限定で在籍する7本すべてに40周年記念ヘッドマークが掲出された[注釈 36]。

## 他社の多扉車
- 5扉車 - 東京地下鉄（旧：営団）03系[注釈 37]・東武20050系[注釈 38]・京王6000系
- 6扉車 - 東日本旅客鉄道（JR東日本）サハ204形・サハ208形・サハE230形[注釈 39]・東急5000系[注釈 40]